# Sao tiền dãy chính
Sao tiền dãy chính (còn được gọi là sao PMS và đối tượng PMS) là một ngôi sao trong giai đoạn khi nó chưa đạt đến dãy chính. Trước đó trong cuộc sống của mình, đối tượng là một tiền sao mà phát triển bằng cách tích khối lượng hàng loạt từ lớp bụi và khí bao bọc xung quanh. Sau khi tiền sao này lấy hết khí và bụi bao bọc, nó có thể nhìn thấy được về mặt quang học và xuất hiện trên đường sinh của sao trong sơ đồ Hertzsprung-Russell. Tại thời điểm này, ngôi sao đã thu được gần như toàn bộ khối lượng của nó nhưng chưa bắt đầu đốt cháy hydro (tức là phản ứng tổng hợp hạt nhân của hydro). Ngôi sao sau đó co lại, nhiệt độ bên trong của nó tăng lên cho đến khi nó bắt đầu đốt cháy hydro theo trình tự chính không tuổi. Giai đoạn co thắt này là giai đoạn trước dãy chính. Một vật thể PMS được quan sát có thể là một ngôi sao T Tauri, nếu nó có ít hơn 2 khối lượng mặt trời (M ☉), hoặc một ngôi sao khác của Herbig Ae / Be, nếu nó có khối lượng từ 2 đến 8 M ☉. Tuy nhiên, các ngôi sao lớn hơn không có giai đoạn tiền dãy chính vì chúng co lại quá nhanh. Vào thời điểm chúng trở nên hữu hình, hydro trong trung tâm của chúng đã bị nung chảy và chúng là các thiên thể chuỗi chính.
Nguồn năng lượng của các vật thể PMS là sự co rút hấp dẫn, trái ngược với sự đốt cháy hydro trong các ngôi sao theo dãy chính. Trong sơ đồ Hertzsprung về Russell, các ngôi sao tiền trình tự chính với hơn 0,5 M  đầu tiên di chuyển theo chiều dọc xuống dọc theo các rãnh Hayashi, sau đó sang trái và theo chiều ngang dọc theo các rãnh Henyey, cho đến khi cuối cùng chúng dừng lại ở chuỗi chính. Các ngôi sao tiền dãy chính có ít hơn 0,5 M☉  theo chiều dọc dọc theo rãnh Hayashi cho toàn bộ quá trình tiến hóa của chúng.